# Paroedura lohatsara
Paroedura lohatsara е вид влечуго от семейство Геконови (Gekkonidae). Видът е критично застрашен от изчезване.

## Разпространение
Разпространен е в Мадагаскар.